# (578833) 2014 GV53
(578833) 2014 GV53 est un objet transneptunien de la famille des objets épars avec un diamètre estimé à environ 200 km.